# Mare di Laptev
Il Mare di Laptev (Russo: мо́ре Ла́птевых) è una sezione del Mar Glaciale Artico.

## Caratteristiche fisiche
Il Mare di Laptev è delimitato a sud dalla costa della Siberia Orientale, a est dalle isole della Nuova Siberia ed a ovest dalla penisola del Tajmyr e dalle isole Severnaja Zemlja (Terra del Nord).
Tramite lo stretto di Dmitrij Laptev ad est comunica con il mare della Siberia Orientale. Ad ovest lo stretto di Vil'kickij lo mette in comunicazione con il Mare di Kara.
Il mare di Laptev si estende per una superficie di circa 700.000 km². Ha una profondità media di 578 e una massima di 3.385 metri.
Il fiume principale che vi sfocia è il fiume Lena che apporta circa la metà dell'acqua dolce totale che riceve. Altri fiumi che vi sfociano sono da ovest a est: Chatanga, Anabar, Olenëk, e Jana. Le maggiori insenature della costa siberiana sono: il golfo della Chatanga, il golfo dell'Olenëk, il golfo di Buor-Chaja, il golfo della Jana.
Il mare è ghiacciato per circa 10 mesi l'anno e navigabile da agosto a settembre. I porti principali che vi sia affacciano sono: Tiksi, Nordvik e Nižnejansk. All'imbocco dell'estuario del fiume Chatanga, nell'omonimo golfo vi affiora l'isola Bol'šoj Begičev. Ad oriente vi affiorano le isole Stolbovoj e Belkov che fanno parte dell'arcipelago delle isole della Nuova Siberia.

## Esplorazione
Il mare era stato denominato precedentemente mare di Nordenskjöld in onore dell'esploratore e scienziato svedese Adolf Erik Nordenskjöld che compì per primo il percorso del Passaggio a nord-est dall'oceano Atlantico all'oceano Pacifico. È stato successivamente rinominato in onore degli esploratori russi Dmitrij e Chariton Laptev che esplorarono la regione nel XVIII secolo.

## Storia
Il Mare di Laptev è ricordato dal popolo lituano come un luogo di deportazione. Quasi un terzo della popolazione attiva lituana, soprattutto letterati, storici, musicisti, professori e maestri scolastici, con le loro famiglie venne deportata a partire dal 14 giugno 1941 sul Mar di Laptev, alla foce della Lena.
Secondo i dati del "Centro studi sul Genocidio e sulla resistenza degli abitanti della Lituania" soltanto nei primi tre giorni di deportazione furono deportati 15000 Lituani, donne e bambini (anche neonati) compresi, di cui 8000 eliminati nei tre anni successivi. Nei successivi dieci anni furono 130.000 i deportati, mentre altri 150.000 vennero rinchiusi nei campi di concentramento. Le deportazioni continuarono fino al 1991. Chi veniva deportato al Mar di Laptev doveva "lavorare" come tagliaboschi, pescatore, cacciatore, conciatore, costruttore di strade, nelle miniere, per 300 g di pane al giorno. Bastava essere in grado di alzare una pala ed essere più vecchi di 6 anni.
Anche finlandesi, lettoni, estoni e russi dissidenti furono oggetto di deportazione al Mar di Laptev.
"I lituani al mar di Laptev" di Dalia Grinkeviciute descrive diffusamente le angherie, i soprusi, le violenze che i deportati subirono giornalmente. La stessa autrice, secondogenita di una famiglia di intellettuali, venne deportata sulle rive del Mar di Laptev all'età di 14 anni. I manoscritti originali, conservati al Museo Nazionale Lituano, raccolgono le memorie delle due deportazioni subite da Dalia Grinkeviciute, dal 1941 al 1974.

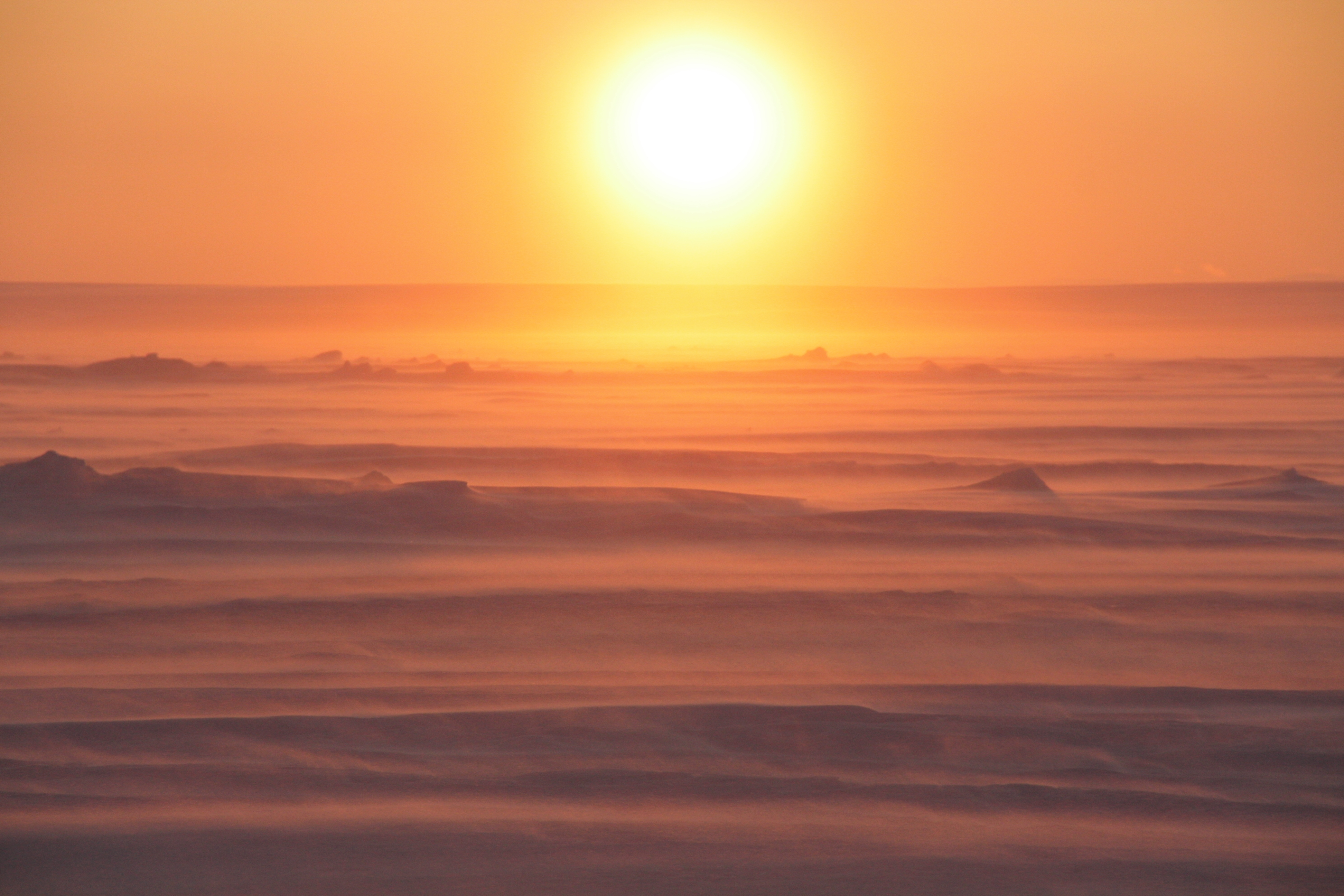
Mare di Laptev. Il tramonto del sole.
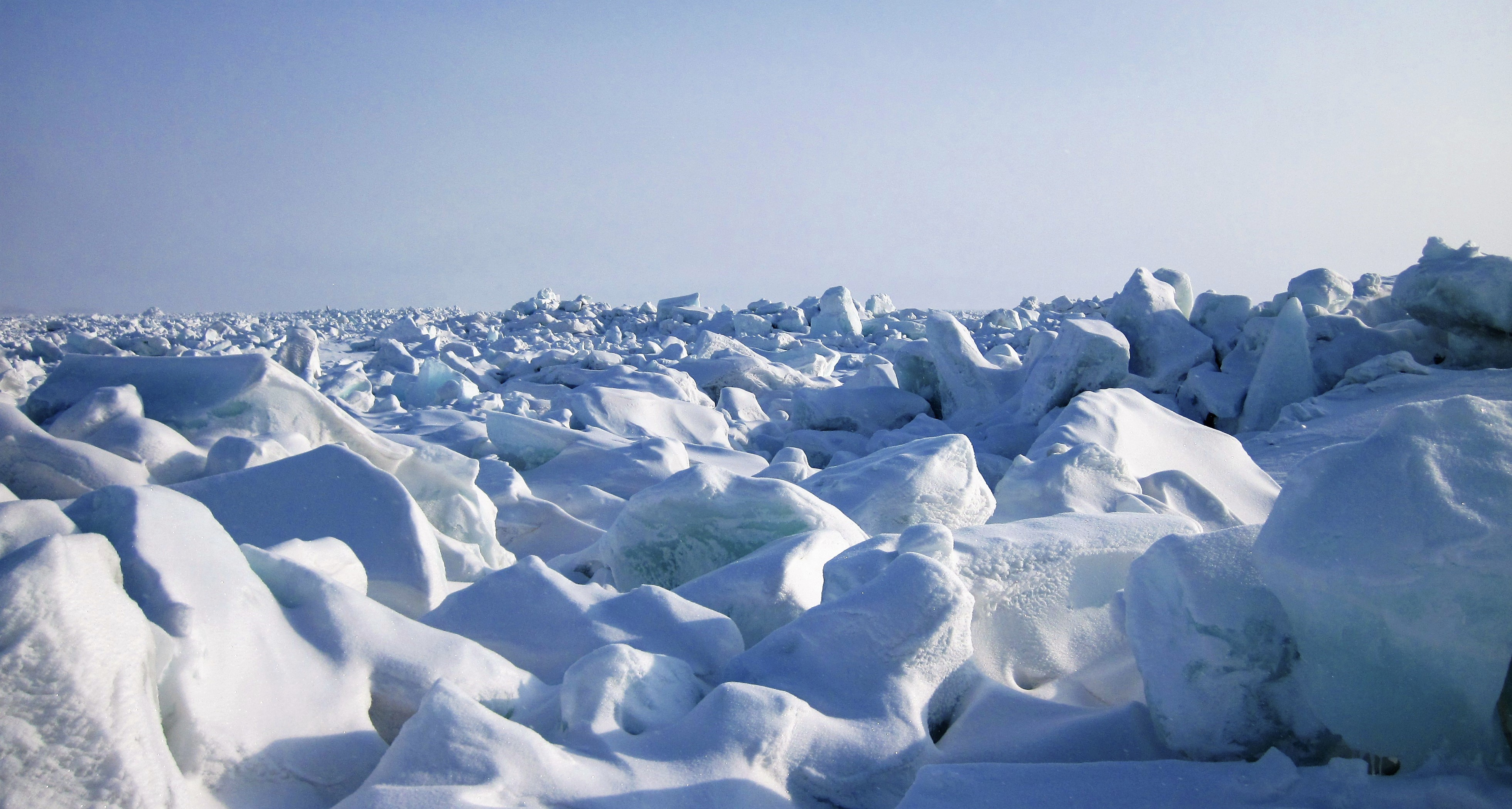
Mare di Laptev. Ghiaccio e crepacci.
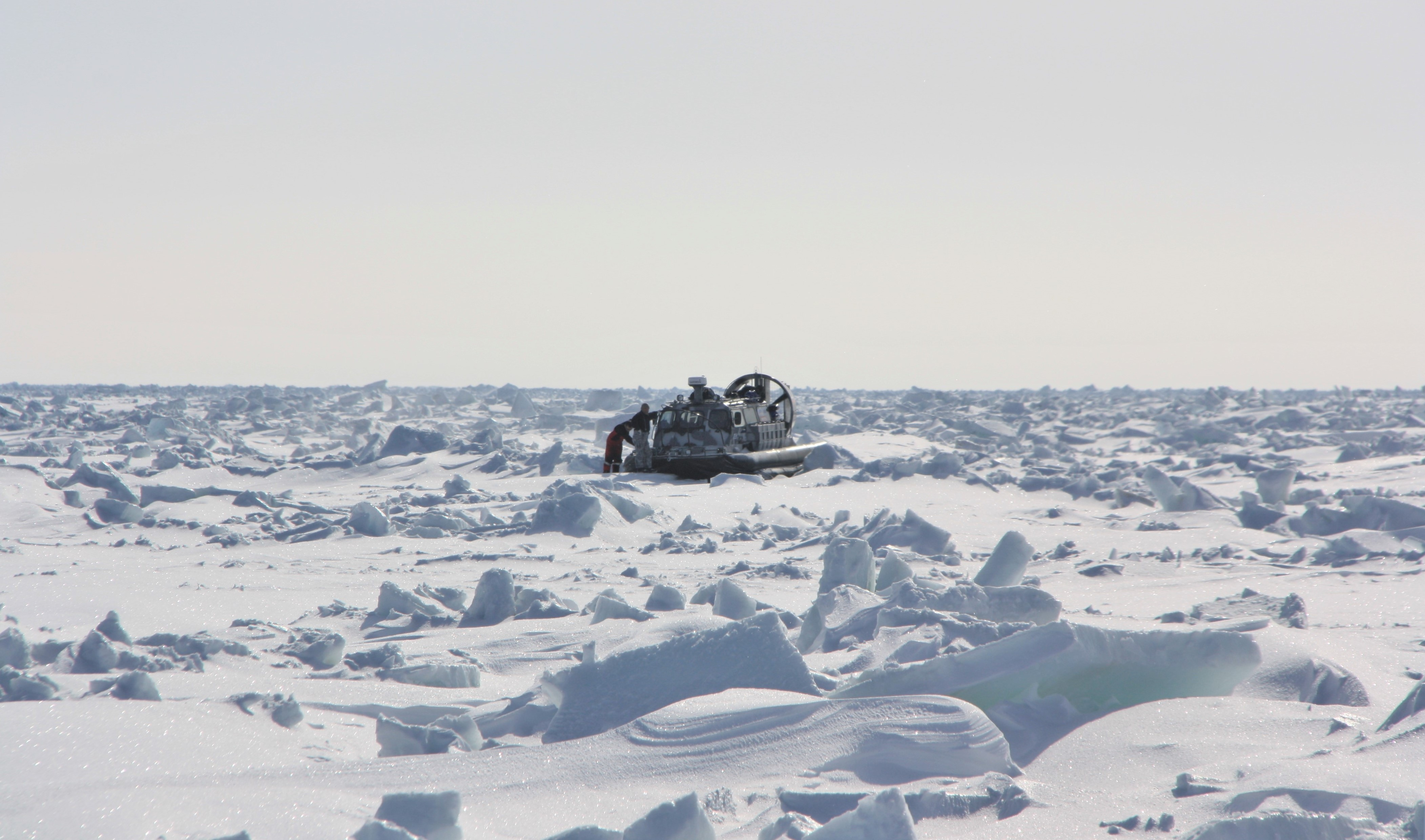
Idroscivolante per Hivus-10 sul mare di Laptev